# Lihula raba
Lihula raba är en mosse i Lihula kommun i landskapet Läänemaa i västra Estland. Det ligger i 100 km sydväst om huvudstaden Tallinn. Den ligger nära gränsen till landskapet Pärnumaa och norr om våtmarkerna Tuhu soo och Tuudi raba.